# 威洛莫爾

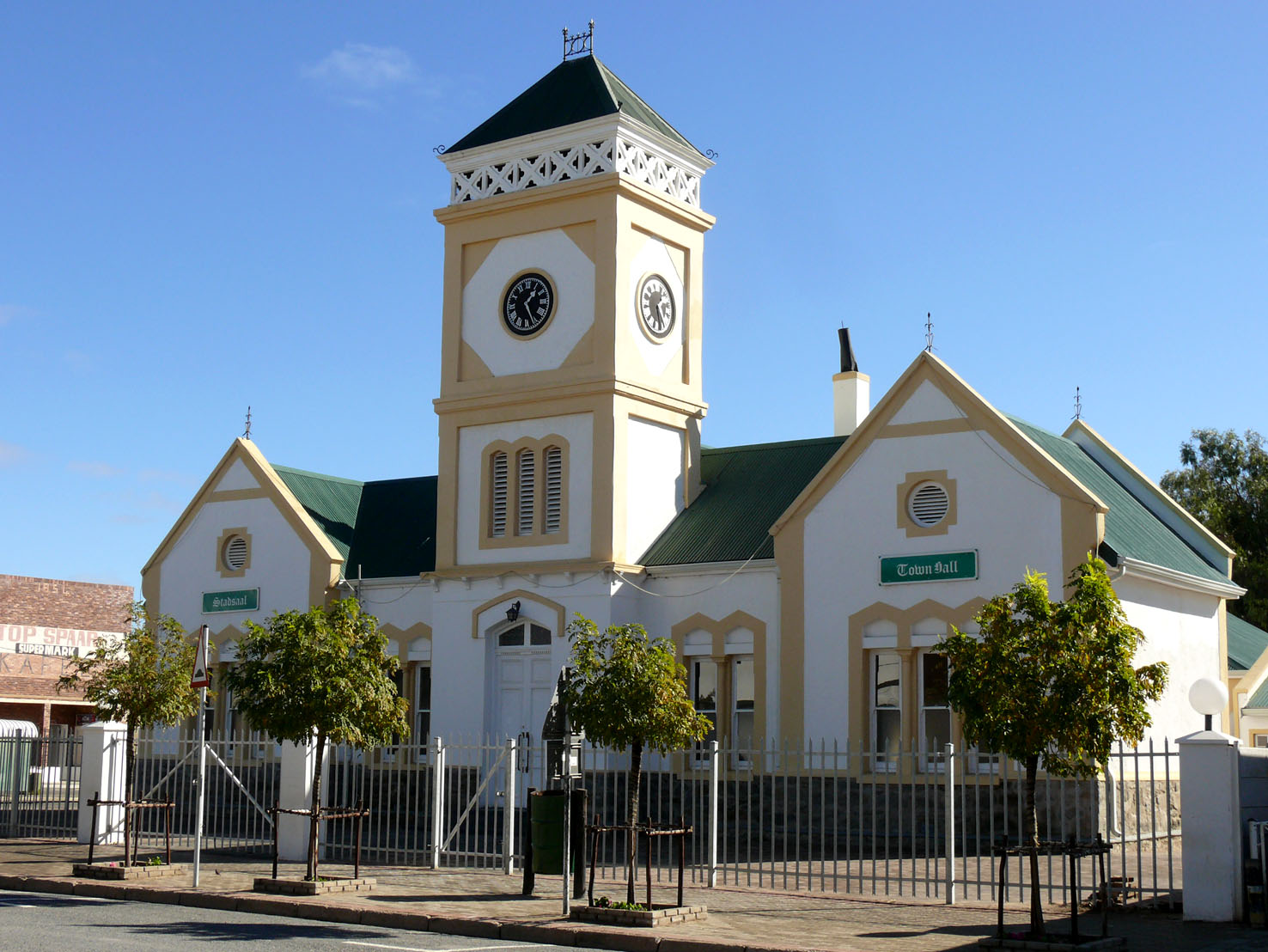
威洛莫爾

威洛莫爾是南非的城鎮，位於該國東南部，由東開普省負責管轄，距離克尼斯納140公里，始建於1864年，面積20.24平方公里，2001年人口6,398，人口密度每平方公里320人。